# Brooksville (Kentucky)
Brooksville és una població dels Estats Units a l'estat de Kentucky. Segons el cens del 2000 tenia 589 habitants.

## Demografia
Segons el cens del 2000, Brooksville tenia 589 habitants, 261 habitatges, i 163 famílies. La densitat de població era de 399 habitants/km².
Dels 261 habitatges en un 32,2% hi vivien nens de menys de 18 anys, en un 39,8% hi vivien parelles casades, en un 18,4% dones solteres, i en un 37,5% no eren unitats familiars. En el 35,2% dels habitatges hi vivien persones soles el 25,3% de les quals corresponia a persones de 65 anys o més que vivien soles. El nombre mitjà de persones vivint en cada habitatge era de 2,26 i el nombre mitjà de persones que vivien en cada família era de 2,93.
Per edats la població es repartia de la següent manera: un 27% tenia menys de 18 anys, un 5,8% entre 18 i 24, un 25,6% entre 25 i 44, un 22,2% de 45 a 60 i un 19,4% 65 anys o més.
L'edat mediana era de 38 anys. Per cada 100 dones de 18 o més anys hi havia 70 homes.
La renda mediana per habitatge era de 22.321 $ i la renda mediana per família de 36.875 $. Els homes tenien una renda mediana de 27.308 $ mentre que les dones 17.500 $. La renda per capita de la població era de 13.457 $. Entorn del 18% de les famílies i el 19,6% de la població estaven per davall del llindar de pobresa.

## Poblacions properes
El següent diagrama mostra les poblacions més properes.